# Dinara (imię)
Dinara – imię żeńskie.

## Osoby noszące imię Dina
- Dinara Kulibajewa – kazachska biznesmenka
- Dinara Safina – rosyjska tenisistka
- Dinara Alimbiekowa – białoruska biathlonistka
- Dinara Mirzaeva – uzbecka zapaśniczka